# フラミンゴ・ラスベガス
フラミンゴ・ラスベガス（Flamingo Las Vegas）は、アメリカ合衆国ネバダ州ラスベガスにあるカジノホテルである。
1946年、ベンジャミン・シーゲル（別名バグジー）が彼の夢を実現する為作り上げたホテルとして有名である。ホテル名は彼の愛人ヴァージニア・ヒルの愛称から付けられている。ラスベガス大通り（ストリップ）の歴史そのものとも言える古い歴史と存在感を持つホテルであり、映画「バグジー」を始め数々の小説、映画等の題材にもなっている。
現在は、シーザーズ・パレス、バリーズ、パリスなどと同様にシーザーズ・エンターテインメントによって運営されている。ラスベガスモノレールのフラミンゴ/シーザーズ・パレス駅が最寄である。

## 歴史
開業に関する逸話についてはベンジャミン・シーゲルの項を参照してください。
- 1945年11月 ウイリアム・"ビリー"・ウィルカーソンが建設を開始。
- 1946年2月26日 マイヤー・ランスキーが100万ドルで買収し、ベンジャミン"バグジー"シーゲルを社長とする建設運営会社ネバダ・プロジェクト・コーポレーションを設立。
- 1946年3月 ベンジャミン"バグジー"シーゲルが建設を再開する。
- 1946年12月26日 開業。赤字続きにより数週間で一時休業を余儀無くされる。
- 1947年3月1日　「ファビュラスフラミンゴ」と改名して営業再開。
- 1947年6月20日　ベンジャミン・シーゲル暗殺される。
- 1948年4月 ガス・グリーンバウム、モー・セドウェイに経営権が移る。
- 1948年 年間400万ドルの利益を叩きだし、賭博ブームの火付け役となる。
- 1967年　カーク・カーコリアンに買収される。
- 1972年　ヒルトンに買収される。
- 1974年　フラミンゴ・ヒルトンと改名される。
- 1998年　パークプレイス・エンターテインメントに買収される。
- 2000年　フラミンゴ・ラスベガスに改名される。

## アトラクション
中庭でフラミンゴを始めとした動物が飼われていて公開されている。

### The Flamingo Showroom
敷地内にあるコンサートをはじめとしたショー用ホール。
- トニー・ブラクストン　「Toni Braxton : Revealed」 2006年10月〜2008年4月